# Bernhard Schneyer

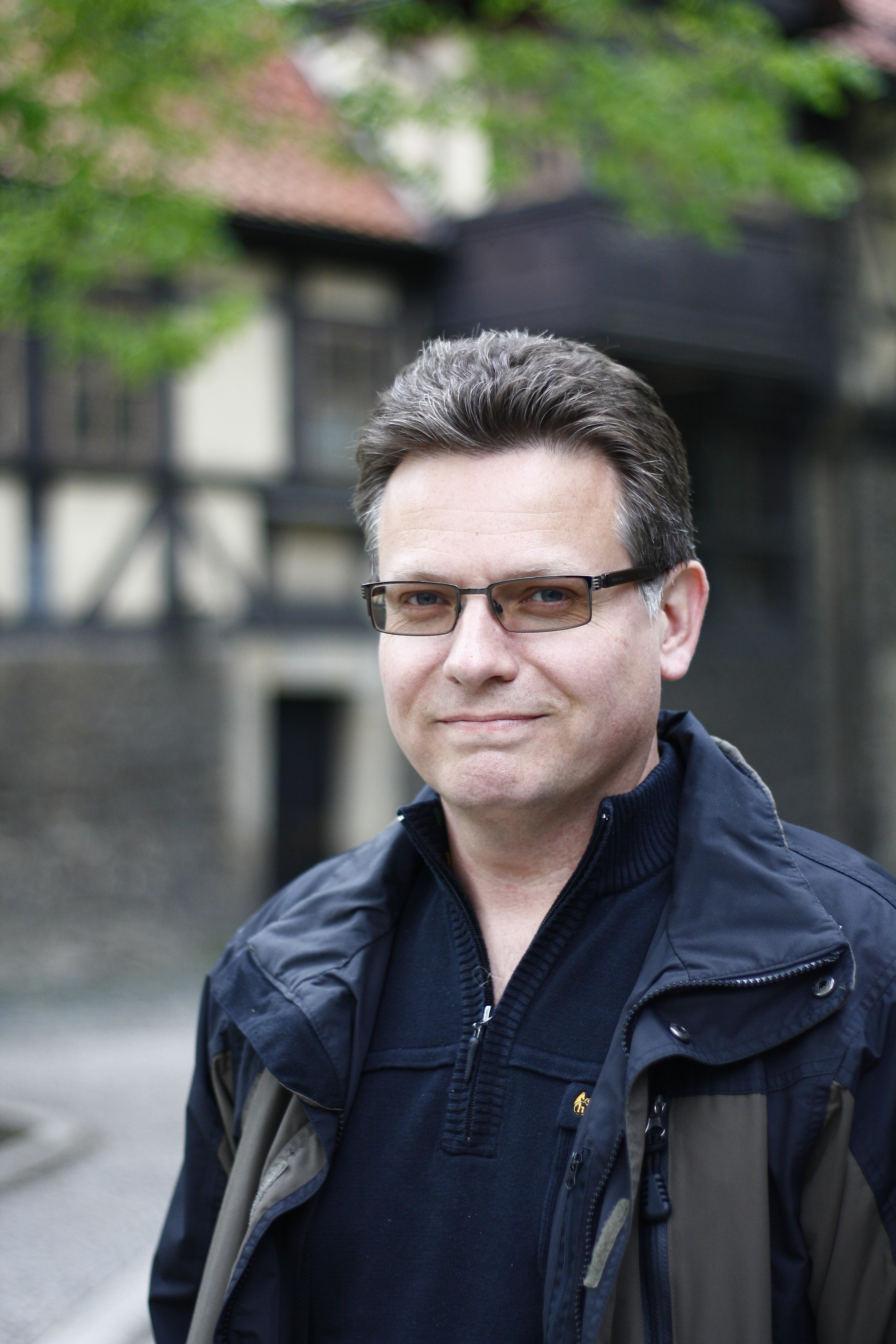
Bernhard Schneyer (2012)

Bernhard Schneyer (* 26. Februar 1968 in Wernigerode) ist ein deutscher Komponist, Dirigent und Musikpädagoge.

## Leben
Bernhard Schneyer wurde 1968 in Wernigerode geboren. Musik spielte seit seinem fünften Lebensjahr eine wichtige Rolle in seinem Leben. So erhielt er ab dem sechsten Lebensjahr Unterricht im Fach Violine an der Musikschule Wernigerode und spielte später im Orchester der Musikschule mit. Später erhielt er zusätzlich auch Unterricht im Fach Klavier. Ab dem 15. Lebensjahr setzte er seine musikalische Bildung in den Spezialklassen für Musik (heute: Landesgymnasium für Musik Wernigerode) in denselben Fächern sowie Komposition fort. Zur gleichen Zeit sang er im Rundfunkjugendchor Wernigerode. Das aktive Violinenspiel trat immer mehr in den Hintergrund, blieb ihm aber bis heute punktuell erhalten. Er beendet seine schulische Ausbildung 1986 mit dem Abitur und  der Chorleiterbefähigung. Danach absolviert er den Grundwehrdienst.
Von 1988 bis 1994 studierte Bernhard Schneyer an der Hochschule für Musik Carl Maria von Weber Dresden in den Hauptfächern Komposition bei Jörg Herchet und Violine bei Christian Redder. Während des Studiums wechselte er sein Hauptfach von Violine zu Klavier bei Gunnar Nauck. Er beendete seine Studien mit Diplom und Künstlerischem Examen.
Seit 1993 lehrt Bernhard Schneyer Komposition und Musiklehre am Konservatorium Georg Philipp Telemann in Magdeburg. Von 1994 bis 1995 war er zudem Lehrer für Musiklehre und Komposition, Leiter des Musikschulorchesters und eines Studios für elektronische Klangerzeugung an der Musikschule Bernburg. Ab 2001 lehrte Schneyer Gehörbildung und Tonsatz am Institut für Musik der Otto-von-Guericke-Universität Magdeburg bis zu dessen Schließung im Jahr 2010. Seit 2008 leitet er außerdem das Jugendsinfonieorchester Magdeburg.
Bernhard Schneyer ist verheiratet und lebt mit seiner Familie in Magdeburg.

## Ehrenamtliche Tätigkeiten
Neben seiner hauptberuflichen Arbeit engagierte sich Bernhard Schneyer ehrenamtlich an seinen Arbeitsstätten und in verschiedenen Vereinen:
- 1993 sang er als Bass im Magdeburger Kammerchor, übernahm 1998 einen Teil der Geschäftsführung und beendete 2002 seine Mitgliedschaft[3]
- 1993 bis 2000 war er Vorstandsvorsitzender des Landeszentrums "Spiel & Theater" Sachsen-Anhalt e. V.[4]
- 1994 bis 2009 assistiert er Frank Satzky im Magdeburger Knabenchor[5]
- seit 1997 (mit einer Unterbrechung 2005 bis 2008) ist er Mitglied des Personalrates des Konservatoriums G.-Ph.-Telemann, dem er seit 2012 vorsitzt[6]
- ab 2005 war er Mitglied des Präsidiums des Landesmusikrat Sachsen-Anhalt und von 2008 bis 2012 dessen Vizepräsident[7]
- 2008 bis 2017 war er Mitglied und Vorsitzender des Deutschen Komponistenverbandes Landesvertretung Sachsen-Anhalt[8]
- seit 2008 ist er Vorsitzender des Kuratoriums der Hans-Stieber-Stiftung[9]
- seit 2014 ist er Beschäftigtenvertreter des Betriebsausschusses des Konservatoriums G.-Ph.-Telemann[10]

## Pädagogische Arbeit

### Komponistenklasse(n)
Am Anfang seiner Anstellung am Konservatorium G.-Ph.-Telemann kooperierte seine wachsende Komponistenklasse mit der des Kollegen Dieter Nathow um gemeinsame Konzerte der Schüler zu ermöglichen. Nach dessen Ruhestand 2002 übernahm Bernhard Schneyer die alleinige Leitung der Komponistenklasse Magdeburg. Zunehmende Teilnahme seiner Schüler an Kursen der Komponistenklasse Halle-Dresden, die von Studienkollegen Schneyers geleitet wurde, führte zu einer ideellen Fusion beider Klassen. Nach Auflösung der Komponistenklasse Halle-Dresden 2007 bildete sich die Komponistenklasse Sachsen-Anhalt deren Leitung Schneyer von 2008 bis 2012 übernahm. Seit 2012 ist er stellvertretender Vorsitzender.

### Jugendsinfonieorchester Magdeburg
2008 übernahm er die Leitung des Jugendsinfonieorchesters Magdeburg. In den folgenden Jahren entstanden durch Städtepartnerschaften Magdeburgs internationale Konzertreisen und gemeinsame Projekte. So war das JSO 2014, 2017 und 2023 in Le Havre und 2016 in Radom. Gegenbesuche der Musikschulen haben schon stattgefunden und sind auch weiter geplant. Finanziell ist dies nur durch Benefizkonzerte möglich, die die beiden Rotary Clubs Magdeburgs einmal im Jahr für das Orchester veranstalten.

## Diskographie
- 2009 "Sonnengesänge", darauf sein Werk: "Sonne (für Sopran, Flöten und Klavier)"[12]

## Werke

### Orchesterwerke
Abkürzungen:
- UA = Uraufführung
- V = Verlag

#### Orchester
- Spiegel für Kammerorchester (1990), UA: 2005 Magdeburgische Philharmonie, Rainer Roos, V: Int. Sternscher Musikverlag Oberhausen
- In der Entscheidung für großes Orchester (1991), UA: 1993, Holzminden, Hochschulsinfonieorchester Dresden, Milko Kersten
- Phasengrenzen für Streichorchester (2004), UA: 2004, Wernigerode, Jugendkammerorchester, Peter Wegener
- Zwischen-Welt für großes Orchester (2008), UA: 2008, Magdeburg, Mitteldeutsche Kammerphilharmonie, Christian Simonis
- Morgenstern für Blasorchester und Röhrenglocken (2008), UA: 2008, Magdeburg, Jugendsinfonieorchester Magdeburg, Bernhard Schneyer
- Pluto für großes Orchester (2010), UA: 2010, Dessau, Anhaltische Philharmonie Dessau, Antony Hermus
- Luthroskop für Zupforchester (2011), UA: 2011, Halle/S., Saiten-Ensemble Steglitz, V: Verlag Neue Musik Berlin
- Eiris für Orchester (2013), UA: 2013, Schönebeck, Mitteldeutsche Kammerphilharmonie, Gerard Oskamp

#### Klavierkonzerte
- Daedalus für Klavier und Orchester (2010), UA: 2011, Ilsenburg, Kristin Henneberg, Klavier, Jugendsinfonieorchester Magdeburg, Bernhard Schneyer, V: Verlag Neue Musik Berlin

#### Weitere konzertante Werke
- Super omnia ligna cedrorum für Flöte und Streichorchester (2008)
- Perdix für Flöte und Orchester (2013), UA: 2014, Le Havre (F), Annegret Dorn, Flöte, Jugendsinfonieorchester Magdeburg, Bernhard Schneyer

### Oper und andere Bühnenwerke
- Ferdinand – ein Stier Schauspielmusik (1993), Premiere: 1993, Schönebeck/Elbe, Circus Chaos
- Die Bremer Stadtmusikanten Schauspielmusik (1994), Premiere: 1994, Bernburg, C.-M.-v.-Weber-Theater
- Der tote Tag Kammeroper (1996)

### Vokalwerke
- Chorlieder für gemischten Kammerchor (1988)
- nachts für Sopran I + II und Alt I + II (1998), Text: Inga Lampert
- Evolutionen – ein buddhistisches Requiem für 3 gemischte Kammerchöre (2000), Teil-UA: 2000, Magdeburg, Magdeburger Kammerchor, Lothar Hennig
- Sonne für Sopran, Flöte und Klavier (2007), Text: Thomas Lawall, UA: 2007, Marburg, Trio Cantraiano, V: Verlag Neue Musik Berlin, CD: „Sonnengesänge“ Audiomax Dabringhaus und Grimm
- Cold Song für gemischter Chor, Harfe und Orgel (2010), UA: 2010, Halle/S., Kammerchor „cantamus“ Halle/S., Dorothea Köhler

### Klavier- und Orgelwerke
- An(n)amnese für Klavier (1992), UA: 1992, Dresden, Reiko Füting
- BRAGNERIANA für Klavier (2006), UA: 2006, Halle, Maxim Böckelmann
- per aspera ad astra für Klavier (2007), UA: 2008, Magdeburg, Maxim Böckelmann, V: k.o.m. musikverlag Berlin
- Pulsar für Orgel (2007), UA: 2008, Halle, Wolfgang Stockmeier
- Herbst.Farben für 2 Klaviere (2011), UA: 2012, Magdeburg, Leon Luge und Felix Wuttig
- Blue Moon für Orgel (2012), UA: 2012, Magdeburg, Matthias Mück

### Kammermusik

#### Streicher
- Streichquartett I (1989), UA: 2004, Halle, Philharmonisches Streichquartett Magdeburg
- 12 Stücke für Kontrabass allein, zu zweit, zu dritt (1991)
- Streichquartett II (1997), UA: 1998, Magdeburg, Philharmonisches Streichquartett Magdeburg
- Herbststück für 4 Violinen (1998), UA: 1998, Magdeburg, Violinenquartett des Konservatoriums, Ltg. Helge Scholz
- Suite gothique für 2 Violinen und Violoncello (2007), UA: 2008, Konservatorium Magdeburg, V: Int. Sternscher Musikverlag Oberhausen

#### Bläser
- 10 Stücke für Bläserquintett (1990)
- Zwischen-Zeit für Bläser-Quintett (2008), UA: 2012, Mitteldeutsche Kammerphilharmonie, V: k.o.m. musikverlag Berlin

#### Duo und Trio
- Komposition I für 3 Trompeten und Klavier (1999)
- Spiel I für Flöte, Violoncello und Klavier (2001), UA: 2002, Magdeburg, Andrea Wüstenberg (Fl.), Stephan Schulz (Vc), Christiane Biewald (Klav.)
- Spiel II für Flöte, Violoncello und Klavier (2003), UA: 2003, Dresden, Karoline Schulz, Matthias Lorenz, Uwe Krause
- 3 Stücke für Violine (Anfänger) und Klavier (Möwe im Wind, Am Meer, Wetter-Spiel; 2004), Teil-UA: 2004, Magdeburg, Ina und Maxim Böckelmann, Rest-UA (3. Stück): 2018, Magdeburg, Ina und Maxim Böckelmann
- Spiel III für Flöte, Kontrabass und Klavier (2005), UA: 2004, Magdeburg, Sinfonietta Dresden
- Kleines Anagramm für Violine und Klavier (2006), UA: 2007, Magdeburg, Ina und Maxim Böckelmann
- Retrospektiven für 2 Trompeten und Orgel (2007)

#### Weitere kammermusikalische Werke
- Versuch einer Artikulation für Flöte, Klarinette, Fagott und Klavier (1989), UA: 2005, Magdeburg, Mitglieder der Magdeburgischen Philharmonie
- für fünf für Flöte, Klarinette, Viola, Kontrabass und Klavier (1991), UA: 1991, Dresden, Studentenensemble
- gerupft gezupft, gerüttelt Maß für Zupforchester (1998)
- Komposition für Blockflöte(n) und Streichquartett (2001), UA: 2007, Magdeburg, Rüdiger Herrmann (Bfl.) Arvos-Quartett Dresden
- Vom Himmel hoch… für 2 Violinen und Klavier 4-händig (2003)
- tablet tablage für Flöte, Violine, Kontrabass und Klavier (2004), UA: 2004, Magdeburg, Sinfonietta Dresden

### Bearbeitungen
- An der Saale hellem Strande (Volksliedbearbeitung) für gemischten Kammerchor (1996)
- Serenade in C (Tschaikowski) (Bearbeitung für großes Orchester) (2010), UA: 2010, Wernigerode, Jugendsinfonieorchester Magdeburg, Bernhard Schneyer
- Luthroskop für Zupforchester (2011), UA: 2011, Halle/S., Saiten-Ensemble Steglitz, V: Verlag Neue Musik Berlin
- Vom Himmel für Streicherorchester (2012)